# Shin-chan
Crayon Shin-chan (クレヨンしんちゃん, Kureyon Shinchan), également et simplement intitulé Shin-chan, est une série japonaise de manga et d'anime, créée par Yoshito Usui en 1990. Le manga est originellement pré-publié la même année dans l'hebdomadaire japonais Weekly Manga Action et commercialisé en 50 volumes au 5 février 2010. Depuis sa première publication officielle en 1992, la popularité de la série ne cesse de s'accroître, entraînant la production d'une multitude de produits dérivés, notamment dans les domaines musicaux et vidéoludiques. Néanmoins, le manga et l'anime connaissent tous deux la censure dans plusieurs pays et sont classés en tant qu'émission pour adultes selon plusieurs critiques.
En raison de la mort de son créateur Yoshito Usui, le manga s'achève le 11 septembre 2009, comme annoncé le 16 octobre 2009 par la maison d'édition Futabasha. La série prend fin le 5 février 2010 ; cependant, l'équipe d'Usui annonce le 1er décembre 2009, la publication d'un nouveau manga, Shin Crayon Shin-chan, courant été 2010 dans les marchés japonais,.
Plus de 148 millions d'exemplaires du manga ont été vendus dans le monde, y compris sa suite New Crayon Shin-chan et son spin-off, ce qui en fait l'une des séries de mangas les plus vendus.

## Scénario
La série suit les aventures d'un petit garçon de cinq ans du nom de Shinnosuke Nohara (surnommé Shin-chan) et de sa famille, ses voisins, ses amis et son entourage à Kasukabe, préfecture de Saitama, au Japon,. La famille de Shinnosuke est au départ composée de quatre membres, Shinnosuke compris, Misae Nohara (la mère), Hiroshi Nohara (le père) et Shiro (le chien). Les membres de la famille atteignent le nombre de cinq à l'arrivée de la dernière, la petite sœur de Shinnosuke, Himawari Nohara. Également du côté familial, son grand-père Yoshiji, acariâtre et souvent autoritaire est l'opposé de son autre grand-père, Ginnosuké, surnommé « Ginny », qui est blagueur et également pervers. Shinnosuke traine la plupart du temps avec quatre de ses copains : Nene, Kazama, Masao et Bo. Il va à l'école maternelle où il fréquente notamment des institutrices telles que mademoiselle Yoshinaga et mademoiselle Matsuzaka ainsi que le principal de l'école, monsieur Takakura, que lui et ses copains surnomment « Le parrain » à cause de sa tenue vestimentaire et de son apparence de mafieux. Shin-chan est secrètement amoureux de son ancienne institutrice, Nanako Ōhara, et également fan de deux super-héros qu'il apprécie plus particulièrement, l'Action Kamen et Cuntom Robo.

## Développement
Yoshito Usui, le créateur de Crayon Shin-chan, est décédé durant une randonnée, le 11 septembre 2009, à la suite d'une chute accidentelle dans le Mont Arafune au Japon. Le corps du créateur est retrouvé 120 mètres de son point de chute. Une enquête est ouverte par les autorités japonaises afin d'établir les circonstances du décès. Les multiples fractures dont est parsemé le corps tendent à prouver que la victime serait morte sur le coup. Aucune lettre de suicide n’est trouvée sur lui ou dans ses affaires. La dernière image dans l'appareil photo du dessinateur serait prise du bas de la montagne vers son sommet, ce qui prouverait qu’il serait tombé accidentellement pendant qu'il prenait des photos. Peu après son décès, la maison d'édition Futabasha souhaite conclure la série en novembre 2009 ; cependant, après la découverte de nouveaux scripts, Futabasha décide de continuer la production à partir de mars 2010.

## Manga

### Publication au Japon
Crayon Shin-chan est prépublié pour la première fois en 1990 dans l'hebdomadaire japonais Weekly Manga Action. Le tout premier volume du manga, intitulé Crayon Shin-chan, est publié la même année par Futabasha au Japon.

### Publication en France
La version française du manga est éditée par J'ai lu, et distribuée pour la première fois le 15 mai 2005 ; le quinzième et dernier tome de l'éditeur français est publié le 13 août 2006. Casterman reprend l'édition, cette fois bimestrielle, du manga le 11 mars 2008 à partir du tome 16 sous le titre Shin-chan saison 2. Casterman publie sous son label Sakka 23 tomes de cette « seconde saison » (tomes japonais 16 à 38) jusqu'en octobre 2012 avant de suspendre la parution des 12 tomes restants.
En juin 2024, l'éditeur Mangetsu annonce une réédition française de Crayon Shin-chan, qui débute le 5 mars 2025,. Il s'agit d'une édition en tomes triples grand format compilée en 17 volumes.

### Publication dans le reste du monde
La série est éditée à l'international sous le titre de Shin-chan. Le manga est publié en addition par langue internationale selon les pays ; notamment par ComicsOne (actuellement DrMaster) aux États-Unis et au Canada,, par Egmont Manga & Anime en Allemagne, Planeta DeAgostini en Italie et en Espagne, par Panini Comics au Portugal, par Hong Kong Tong Li Comics en Chine, par Comics House en Malaisie, par UTV (Unilazer) en Inde, par N.E.D. en Thaïlande et par Seoul Media Group (서울문화사) en Corée du Sud. Au Vietnam, les cinq premiers livres du manga sont publiés en juillet et août 2006 ; cependant, Crayon Shin-chan fait scandale auprès de la société vietnamienne jugeant que les livres contenaient des scènes impertinentes.

## Anime
L'anime Shin-chan s'inspire et adapte le manga original homonyme. Depuis 1992, il est produit par le studio Shin-Ei Animation,, et réalisé entre 1992 et 1996 par Mitsuru Hongo, puis entre 1996 et 2004 par Keiichi Hara, et enfin depuis 2004 par Yuji Mutoh. La série ne possède généralement aucune continuité entre épisodes. Shin-chan est initialement diffusé le 13 avril 1992 au Japon sur la chaîne de télévision TV Asahi. En février 2015, l'anime recense un total de 785 épisodes.
À la fin de 2010, la franchise célèbre en avance son vingtième anniversaire avec la création d'une série d'animation connexe, prépubliée par Futabasha, intitulée Crayon Shin-chan Shin-men. Cette série parle d'une équipe de cinq protagonistes possédant un élément naturel qui lui est propre (feu, fer, notamment). Il est lancé en un épisode spécial d'une heure le 26 novembre 2010 à 19 h heure locale, suivi d'un épisode chaque vendredi à 19 h 30 heure locale après la diffusion habituelle de Shin-chan.
À partir de 5 octobre 2019, cette série va diffuser chaque samedi à 16 h 30 heure locale.

### Asie
Crayon Shin-chan se popularise dans de nombreux pays hors du Japon, et spécialement dans les pays de l'Est dans lesquels les blagues peuvent être facilement traduites.
En Chine, l'anime est intitulé La Bi Xiao Xin (chinois simplifié : 蜡笔小新 ; chinois traditionnel : 蠟筆小新 ; pinyin : làbǐ xiǎoxīn) et diffusé sur plusieurs chaînes locales de télévision non-censurée. Dans le pays, la série est significativement populaire. Une version sous-titrée en chinois de Crayon Shin-chan est diffusée pour la première fois à Taïwan le 13 avril 1992 sur la chaîne ETTV.
En Corée du Sud, l'émission est intitulée 짱구는 못말려 (littéralement « Jjanggu l'inarrêtable ») et le nom du personnage principal devient 신짱구 (Shin Jjanggu). En Corée du Sud, la version animée est énormément censurée comparée à la version japonaise. La majorité des sud-coréens considère que cette série est pour les enfants, depuis que les jouets et les sites de jeux sont représentés en tant qu'amusement pour les petits. Toutes les scènes révélant les parties intimes de Shin sont supprimées, à l'exception de certaines scènes dans lesquelles l'exposition du derrière de Shin Chan sont inévitables. Quelques épisodes contenant des scènes explicites sont censurés et tous les thèmes matures tels que le générique de début et de fin sont doublés et édités dans un contexte enfantin. Cependant, le manga est catalogué comme étant « interdit aux moins de 19 ans ».
Shin-chan est l'un des personnages les plus populaires en Indonésie. L'acteur indonésien Ony Syahrial, qui prête sa voix au personnage principal se dit ressembler au personnage principal. En 2014, la nudité du personnage, que les critiques locaux accusent de « pornographiques » est censurée,.
En Malaisie, le manga de Shin-chan est intitulé Dik Cerdas, ce qui signifie grossièrement « enfant intelligent ». La voix malaisienne de Shin-chan dans l'anime est doublée par un enfant de 15 ans. Comme en Corée du Sud, les scènes explicites sont censurées. Les plus rares versions mandarines ne sont quasiment pas censurées. En Inde, Shin-chan est diffusé pour la première fois sur Hungama TV le 19 juin 2006. Les génériques originaux de la série ont été remplacés par des chansons d'actualité de Bollywood. En raison du comportement du personnage de la série, des parents manifestent leur mécontentement et clament que Shin-chan est un mauvais exemple pour les enfants. L'émission est banni le 18 octobre 2008 par la branche télévisuelle de l'Inde pour nudité et insultes. Avant son bannissement, la version indienne de Shin-chan remporte 50-60 % des parts du marché en Inde.

### Europe
En Espagne, l'anime est adapté et diffusé en espagnol notamment sur les chaînes Cartoon Network et Antena 3,. Yoshito Usui, le créateur de la série, visite Barcelone en 2004 dans le but de promouvoir la série en Espagne, en parallèle à la diffusion de l'anime sur la chaîne catalane TV3 ; Usui, impressionné de la popularité locale de Shin-chan, décide de remercier en personne ses homologues espagnols en réalisant un épisode qui prendra place à Barcelone. Quatre ans plus tard, le pays publie un jeu vidéo exclusif intitulé Shin Chan contra los Muñecos de Shock Gahn le 25 avril 2008 sur console Game Boy Advance.
Au Royaume-Uni, la série est diffusée en 2002 sur la version britannique de la chaîne Fox Kids.
Aux Pays-Bas, l'anime se popularise significativement en 2003 sur la chaîne locale Fox Kids auprès des enfants âgés de 6-12 ans, mais est plus tard suivie par une audience plus âgée. À cause de nombreux gags satiriques et au personnage montrant explicitement ses fesses, Fox Kids, assaillie de nombreuses plaintes, cessera la diffusion de l'anime. Dans le pays, Shin-chan est le sixième terme le plus recherché sur Google.nl.
L'adaptation en langue française de l'anime, dirigée par Frédéric Meaux, est effectuée par le studio La Dame Blanche de Bruxelles en Belgique, et le générique d'introduction de l'anime est interprété par Jean-Marc Anthony Kabeya. L'anime est initialement diffusé sur les chaînes de télévision Club RTL et Kanaal 2, avant son arrivée en France le 31 août 2002 sur la chaine Fox Kids (par la suite Jetix en 2004),. Au total, deux saisons, soit 104 séries de trois épisodes, sont traduites en français,,, à partir de l'anime précédemment traduit en anglais par Vitello Productions (2002–2003) et Phuuz Entertainment Inc. (2003–2005) (certains épisodes contiennent des titres anglais prouvant ainsi leurs provenances).
À la fin 2016, cinq packs de nouveaux épisodes en français sont mis en ligne sur l'eShop de la Nintendo 3DS : un gratuit contenant deux épisodes, ainsi que d'autres payants de six épisodes,. Ces épisodes, distribués par Luk International (qui distribue aussi la série en Espagne et au Portugal), est directement traduite de la version espagnole qui, elle-même, est traduite de la version japonaise ; ils reprennent la musique originale et ne sont ni censurés, ni modifiés, contrairement aux anciens épisodes traduits de la version américaine. En ce qui concerne les voix, seules Marie Van R (Shin-chan) et Catherine Conet (Mitsy) sont de nouveaux présentes.

### Amérique
Aux États-Unis, l'adaptation est initialement effectuée en 2002 par Vitello Productions à Burbank, Californie. Le doublage est ensuite attribué à Phuuz Entertainment Inc. en 2003. Deux ans après, en 2005, la licence de l'anime est rachetée par FUNimation Entertainment qui espère une diffusion courant 2007 ; l'anime est édité puis diffusé sur les chaînes Cartoon Network et Adult Swim,. Dans la version américaine, les dialogues sont changés, et des références alimentaires ou humoristiques à des personnalités américaines telles que Bill O'Reilly et Jessica Simpson sont apposées afin de s'adapter au public américain. À Hawaï, la version originale sous-titrée en anglais est diffusée sur KIKU-TV du 1er avril 1992 au 1er décembre 2001.
Au Canada, seuls les 26 premiers épisodes de l'anime sont diffusés trois mois sur la chaîne de télévision Razer, du 17 septembre 2007 au 10 décembre 2007.
En Amérique du Sud, il est diffusé sur Animax dès le 31 juillet 2005. Au Brésil, Shin-chan est diffusé à partir du 11 novembre 2002 sur Fox Kids.

## Autres médias

### Films
En 2017, un total de 25 films sont adaptés à partir de l'anime. Le premier film intitulé Crayon Shin-chan: Akushon Kamen tai Haigure Maō est paru le 24 juillet 1993 à la télévision. Le 19e film, originellement intitulé Crayon Shin-chan: Arashi o Yobu Ougon no Spy Daisakusen, est diffusé le 16 avril 2011 sur TV Asahi. Certains films paraissent au cinéma alors que d'autres sont diffusés à la télévision. Le film Crayon Shin-chan: Shūrai! Uchūjin shiriri sort au cinéma en 2017.

### Jeux vidéo
Shin-chan est adapté à maintes reprises en jeu vidéo. Le premier jeu de la franchise intitulé Crayon Shin-chan: Arashi o Yobu Enji, publié par Bandai, est initialement commercialisé le 30 juillet 1993 au Japon sur console Super Nintendo, suivi par Crayon Shin-Chan 2: Dai Maou no Gyakushu, commercialisé le 27 mai 1994 sur la même console. Les autres jeux de la série sont publiés sur Game Boy, Game Gear, borne d'arcade, Mega Drive, Super Famicom, 3DO, PlayStation, Nintendo Wii, et depuis 2006, sur Nintendo DS.

### Musiques
Crayon Friends from AKB48 (クレヨンフレンズ from AKB48) est un groupe de J-pop créé en 2007 pour interpréter, avec Akiko Yajima, la chanson Yuruyuru de De-O! (ユルユルでDE-O!), générique d'ouverture du 15e film tiré de la série : Crayon Shin-chan: Arashi wo Yobu Utau Ketsu dake Bakudan! (クレヨンしんちゃん 嵐を呼ぶ 歌うケツだけ爆弾!), thème qui sera aussi repris dans la série télévisée dans une version remaniée. Le groupe est composé de cinq idoles japonaises du groupe AKB48, qui doublent également des personnages du film. Le groupe est composé de Mai Oshima, Yū Imai, Kazumi Urano, Ayumi Orii et Kayo Noro.

## Accueil
La série Crayon Shin-chan est assez bien accueillie par l'ensemble de la jeune audience japonaise et internationale. Néanmoins, de par sa nature souvent considérée obscène et « indécente »,, de nombreux parents ont déjà porté plainte et des chaînes de télévision internationales ont été forcées d'éditer voir d'annuler la diffusion de la série. « The Guardian » explique qu'« avec son penchant pour le mooning [...] Crayon Shin-chan a toujours été admiré par la jeunesse japonaise, et a souvent choqué leurs parents pendant plus de deux décennies. » Dès ses premières apparitions au début des années 1990, le personnage de Shin-chan est souvent considéré par la presse spécialisée occidentale comme un nouveau « Bart Simpson », en référence à ses nombreuses bêtises, à son insolence, et à sa particularité d'exposer ses fesses en public. La série en elle-même est déjà comparée aux Simpson.
Common Sense Media classe la version américaine de l'anime pour les plus de 13 ou 14 ans, notant que « les parents ont besoin de savoir que même si cette série parle d'un petit garçon de 5 ans, elle contient de l'humour satirique, quelques références sexuelles, et des insultes fréquentes et modérées -- en d'autres termes, ça en fait une série idéale pour les ados [...] Et le personnage principal a un comportement malsain, mais il est beaucoup plus immature qu'hostile. »
En 2001, Crayon Shin-chan est classé 78e dans le top 100 des séries d'animation préférées des japonais. Dans le même top 100, il atteint la 16e place en 2005. Crayon Shin-chan atteint également en 2002 le top 25 sur Animefringe. En 2002, Crayon Shin-chan est récompensé par la division culturelle japonaise. En 2003, Crayon Shin-chan est récompensé au Tokyo International Anime Festival dans la catégorie Anime. En 2004, le personnage de Shin-chan est mis à l'honneur dans la ville japonaise de Kasugabe.

### Documentation
- Paul Gravett (dir.), « De 1990 à 1999 : Shin-chan », dans Les 1001 BD qu'il faut avoir lues dans sa vie, Flammarion, 2012 (ISBN 2081277735), p. 563.